# Мартін Бейфілд
Мартін Крістофер Бейфілд (народився 21 грудня 1966) — англійський актор, телеведучий та у минулому регбіст, який грав на позиції форварда за «Нортгемптон Сейнтс», «Бедфорд Блюз» та команду «Англія», вигравши 31 матч зі збірною Англії та 3 матчі за "Левів ".

## Раннє життя та кар'єра
Бейфілд народився в місті Бедфорді та здобув освіту у Бедфордській школі. Спочатку він служив у столичній поліції з 1985 по 1989 роки, але згодом вступив у ряди поліції Бедфордширу. 208 см (6 ft 10 in) високий Бейфілд дебютував у збірній Англії в 1991 році, але його виключили зі збірної на чемпіонаті світу 1991 року, хоча він став частиною переможців турніру Великого шолома п'яти націй 1992 року. У 1993 році він брав участь у турі British Lions до Нової Зеландії та був частиною збірної на чемпіонаті світу 1995 року. Він грав 18 разів у партнерстві з Мартіном Джонсоном. На жаль останній його матч за англійську збірну пройшов в 1996 році та суперниками стала збірна Уельсу у матчі п'яти націй.
Останньою грою була проти Глостера в лютому 1998 року. Травма шию, отримана на тренуванні через кілька днів, змусила його піти на пенсію.

## Кар'єра в кіно і на телебаченні
Після виходу на пенсію Бейфілд працював журналістом, спікером після вечері та з'являвся в усіх фільмах про Гаррі Поттера, граючи напіввелетня Геґріда, як сам, так і дублером Роббі Колтрейна (він також з'являвся у Гаррі Поттері та Таємна кімната як молодий Рубеус Геґрід). Продовжуючи розповідати про акторську тему, не можливо не згадати, що він також зіграв циклопа у фільмі Джонатана Лібесмана «Гнів титанів», продовженні фільму «Битва титанів» 2010 року. Бейфілд також брав участь та зіграв роль «Регбіста 1» в епізоді серіалу BBC One New Tricks (вперше показаний 1 вересня 2008 року).
У своїй коментаторській кар'єрі Бейфілд представляв такі чемпіонати як NFL і World's Strongest Man на британському Channel Five і працював кореспондентом з регбі на каналі BBC Radio 5 Live. Він також був ведучим репортажів ITV про Чемпіонати світу з регбі 2007 та 2011 років, а також представляв основні моменти прем'єр-ліги Гіннеса ITV. У 2012—2016 роках разом з Кірсті Янг він брав участь у проведенні програми Crimewatch від BBC. З 23 серпня 2018 року Мартін брав участь у шоу Celebrity Masterchef, та згодом він потрапив до фінальної трійки не здобувши першість, зображеної на BBC one 28 вересня 2018 року.
Компанія BT Sport у 2013 році придбала ексклюзивне право на представлення Aviva Premiership. Бейфілд (разом зі своїм співведучим Крейгом Дойлом на каналі ITV) перейшов на новий канал, та зараз він працює ведучим, експертом і репортером на полі. 

## Особисте життя
Бейфілд двічі одружений, зараз на Джейн Гудман і має трьох доньок, Розанну, Поллі та Люсі, яких він народив від першої дружини Гелени.
У серпні 2014 року Бейфілд був у складі 200 громадських діячів, які підписали лист та направили до британської газети The Guardian, висловивши надію, що країна Шотландія проголосує за те, щоб залишитися частиною Сполученого Королівства на вересневому референдумі з цього питання.
Він активно займається благодійністю та є почесним президентом Товариства дерев'яної ложки, благодійної організації з регбі, яка підтримує знедолених дітей та молодь.
15 вересня 2022 року Бейфілд видав книгу A Very Tall Story, мемуари про свої часи в регбі та важке життя.

## Фільмографія

### Фільми
| рік  | Назва                         | Роль                  | Примітки                      |
| ---- | ----------------------------- | --------------------- | ----------------------------- |
| 2002 | Гаррі Поттер і таємна кімната | молодий Рубеус Гегрід | Також двійник Роббі Колтрейна |
| 2007 | StagKnight                    | Лицар / Вільям        |                               |
| 2012 | Гнів Титанів                  | Циклоп                | захоплення руху               |